# Ligne 82 (Infrabel)
Pour les articles homonymes, voir Ligne 82.
La ligne 82 est une ligne de chemin de fer belge, en partie fermée, exploitée par l'entreprise Infrabel.

## Histoire

### Mise en concession
Cette ligne est concédée en 1864 à la compagnie du chemin de fer d'Anvers à Tournai vers Douai. Elle doit en effet constituer un maillon de cette ligne internationale prévue pour accueillir un trafic de marchandises significatif aux débouchés présentés en 1867 comme particulièrement prometteurs.
À une date inconnue, la compagnie, qui n'a pas encore posé un kilomètre de rails, s’intègre à la Société générale d'exploitation ; les lignes encore à construire de cette société sont confiées à la Compagnie des chemins de fer des bassins houillers du Hainaut.
La convention du 25 avril 1870, qui prévoit le rachat de la majorité du réseau de la Société générale d'exploitation mentionne le « chemin de fer d'Anvers à Tournai et de Tournai à la frontière française dans la direction de Douai » dans la liste des lignes restant à construire par les Bassins houillers, à condition d'en remettre l'exploitation à l’État. Le Gouvernement se réserve le droit de modifier le tracé de ces lignes afin d'éviter un double emploi.
Les Bassins houillers, dans une situation précaire, ne construiront que fort peu des lignes qui leur furent concédées ; ils rétrocédèrent certaines concessions à l’État belge avant de faire faillite en 1877. Ce fut vraisemblablement l’État et non les bassins houillers qui mirent en service les lignes d'Alost à Kontich (Anvers), actuelle ligne 61, et la première portion de la ligne 82, entre 1875 et 1876.

### Ouverture
La « section d'Alost à Burst du chemin de fer direct d'Anvers à Douai », avec l'unique station intermédiaire « d'Erpe-Meir », est ouverte à l'exploitation, pour les voyageurs et les marchandises, le 1er juin 1876, par l'Administration des chemins de fer de l'État belge. Le service mis en place, qui dessert la station intermédiaire, est quotidiennement : de deux trains, dans chaque sens, sur la relation Alost - Sottegem et un train, dans chaque sens sur la relation Alost - Burst.
La section d'Ellezelles et Y Slijpstraat (près de Zottegem) est inaugurée le 1er juillet 1885.
Entre 1880 et 1883, l’État belge met en service la section de la ligne 87, entre Ellezelles, Renaix et Tournai ainsi que la ligne 88A, de Tournai à la frontière française ; la ligne de Pont-de-la-Deûle à Bachy - Mouchin complète cette dernière entre Douai et la frontière. Combinées à la ligne 61 d'Alost à Anvers, le tracé de ces lignes reprend celui du Chemin de fer d'Anvers à Douai.

### Déclin et fermeture
Les importants trafics espérés dans les années 1860 ne se sont jamais manifestés, les trains empruntant d'autres lignes au lieu d'utiliser cet itinéraire de bout en bout. Conséquence, la ligne 82 ne sera jamais mise à double voie et accueillera surtout des trains de voyageurs ou de marchandises locaux.

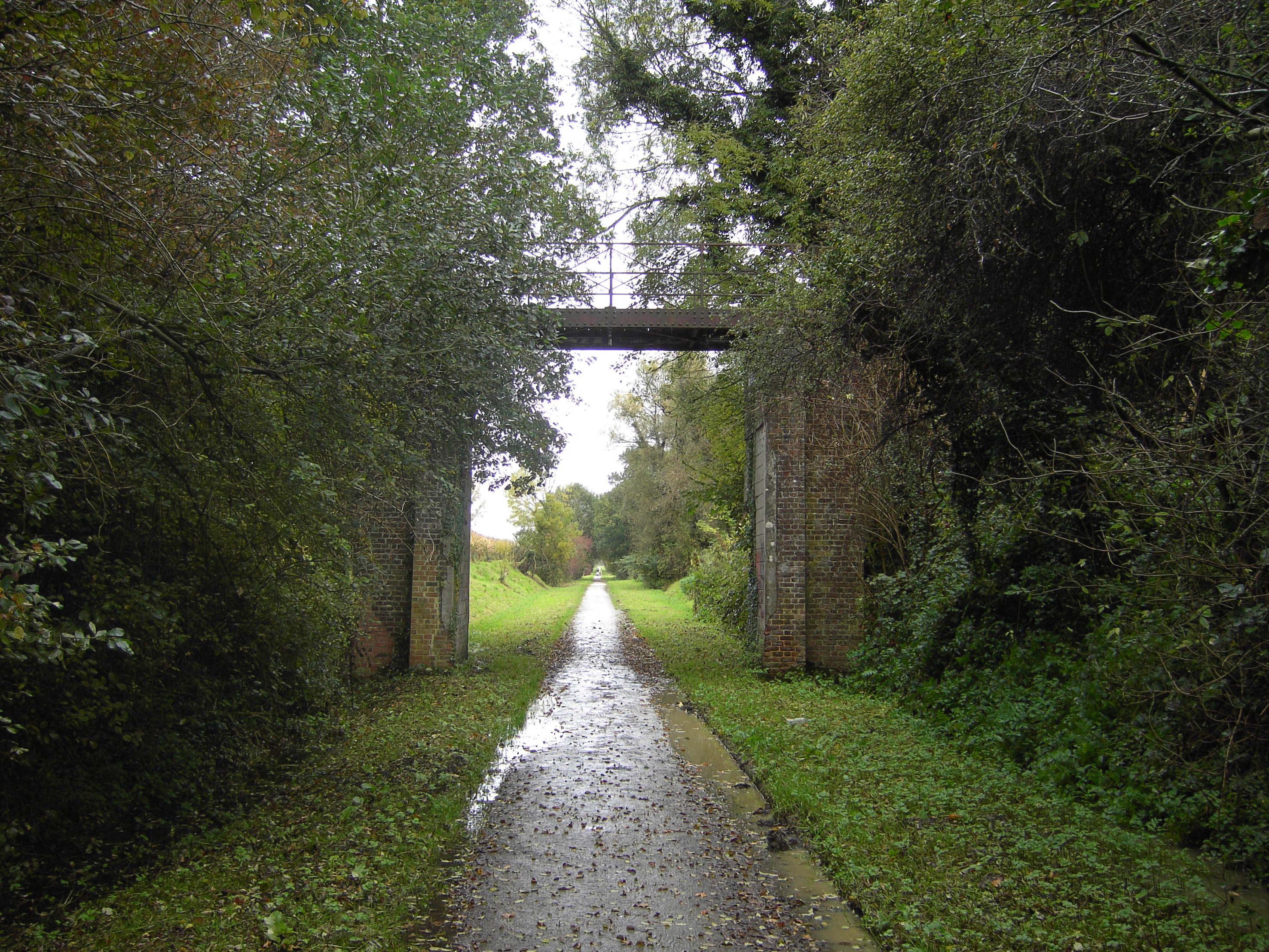
Piste cyclable près de Rozenbeke

Concurrencée par la route, la section de Zottegem à Ellezelles, fut fermée à tous trafics de 1963 à 1964, de même que la section de la ligne 87 entre Ellezelles et Renaix. Une piste cyclable est installée sur l'ancienne route, connue comme Mijnwerkerspad («piste des mineurs»).
Entre Alost et Burst, la ligne est uniquement desservie les jours ouvrables par quelques trains de voyageurs d’Heure de pointe (P).

## Caractéristiques

### Tracé
Entre Burst et la bifurcation de Slijpstraat, la ligne s’appuie sur la ligne 89, de Denderleeuw à Courtrai, ce qui explique que la ligne 82 soit constituée de deux sections discontinues.
Elle rejoint la ligne 87 à Ellezelles pour atteindre Renaix.

### Gares ouvertes
- Alost
- Alost Kerrebroek
- Bambrugge
- Burst
- Erpe-Mere
- Vijfhuizen